# Мило Ђукановић
Мило Ђукановић (Никшић, 15. фебруар 1962) црногорски је политичар, бивши предсједник Црне Горе и бивши предсједник Демократске партије социјалиста (ДПС), која је владала 30 година у Црној Гори. Претходно је био обављао функцију премијера, министра одбране и народног посланика.
Био је комунистички омладинац и један од лидера социјалистичке Црне Горе од 1989. до 1991. године. Када се први пут појавио на политичкој сцени, био је близак савезник Слободана Милошевића током антибирократске револуције (1988–1989) и распада СФРЈ. Био је предсједник Владе Црне Горе током блокаде Дубровника (1991–1992), за коју се ватрено залагао и подржавао у разним говорима и изјавама. Касније се у 2000. извинио Хрватској због војних акција против Дубровника. Подржао је тадашњег предсједника Црне Горе Момира Булатовића у споразуму са Лордом Карингтоном, што је довело до референдума о независности Црне Горе 1992. на којима се 96,76% изашлих грађана изјаснило за останак у Југославији. У 1996 је почео да се удаљава од Милошевића и федералне владе, и напустио је српско-црногорски унионизам у корист црногорског етничког национализма који је између осталог подразумевао посебан црногорски идентитет, и независну Црну Гору. То је довело до сукоба са Момиром Булатовићем, и поделе у ДПС-у. У предсједничким изборима 1997. је Ђукановић тесно побједио Булатовића, и постао нови предсједник. Успео је 1999. током НАТО бомбардовања СРЈ са државама на западу Европе да издејствује смањење бомбардовања на подручју Црне Горе. Касније је у Црној Гори замјенио Југословенски динар са немачком марком због сукоба са Милошевићем око претјераног штампања динара. Пред крај власти, Ђукановић је на партијском конгресу најавио обрачун са осмовековном Српском православном црквом и заложио се за нови ниво статуса неканонске Црногорске православне цркве, која је деведесетих регистрована у полицијској станици као невладина организација. Ова одлука и потоњи Закон о слободи вјероисповјести довели су до масовних литија. блокада путева и других видова протеста у већини мјеста у Црној Гори.
Био је предсједник владе Црне Горе у четири мандата (1991—1993, 1993—1996, 1996—1998; 2003—2006; 2008—2010; 2012—2016), предсједник Црне Горе (1998—2002; 2018—2023) и вршилац дужности министра унутрашњих послова 2006. године. Након што је претходни премијер Жељко Штурановић поднио оставку из здравствених разлога, Ђукановић је предложен за мандатара, а званично је поново изабран за премијера 29. фебруара 2008, иако се званично претходно повукао из политике. Након поновног повлачења из политике 2010. поново је изабран за премијера 2012. године, док је на предсједничким изборима одржаним 15. априла 2018. године, Мило Ђукановић је други пут изабран за предсједника Црне Горе. Завршавање шестог мандата га, као и чињеница да је владао 30 година, чини најдужим премијером у црногорској историји по дужини вршења дужности и броју мандата. Он је једини бивши југословенски лидер који је остао потпуно у власти кроз цијеле 1990-е до 2020. Кандидовао се за трећи предсједнички мандат 2023. године, али је изгубио од Јакова Милатовића.
Према Форбсовој листи најбогатијих предсједника држава — налазио се на 20. мјесту у свијету (уз објашњење да се ради о мистерији, и да Ђукановић демантује оптужбе о уносном шверцу цигарета), са богатством од тадашњих 14,8 милиона долара / 10 милиона фунти.

## Поријекло
Његов отац Радован Ђукановић био је истакнути комунистички црногорски функционер, који је своме сину и отворио врата у Савезу комуниста Црне Горе. Ђукановићи су се доселили у старохерцеговачки Никшић, у насеље Кочани годинама раније — из Старе Црне Горе, цетињскога краја, из племена Озринића. Породична слава Ђукановића је Аранђеловдан. Чукундјед-стриц Мила је Марко Ђукановић, који је био предсједник владе Краљевине Црне Горе и национални Србин, а његов брат Мило је чукундјед Мила Ђукановића.
У јавности се повремено воде полемике око тога да ли је четнички командант Блажо Ђукановић дјед или бар рођак Мила Ђукановића, као што је неспорно рођак Марка Ђукановића. По неким тврдњама постојала су двојица људи са истим именом и презименом (Блажо Ђукановић) који живе у Никшићком крају у исто вријеме, и по тим тврдњама то су двије различите личности. По њима, четнички командант Блажо Ђукановић није дјед Мила Ђукановића. То су двије особе различитог поријекла и живота. Дјед Мила Ђукановића је по тим тврдњама био надзорник путева који је учествовао у Првом свјетском рату, у којем је рањен, а два брата су му погинула. Један од Блажове (дјед Мила Ђ.) браће се школовао на Сорбони, а други у Москви. Тај Блажо Ђукановић је умро почетком Другог свјетског рата. Четнички командант Блажо Ђукановић је стрељан 1943. године а завршио је гимназију и Училиште у Русији а такође је био учесник Првог свјетског рата.

## Биографија
Родио се и одрастао у Никшићу, гдје је завршио основну и средњу школу. Као син судије у младости је брзо напредовао кроз хијерархију Савеза комуниста. Студирао је економију и 1979. године постао члан Централног комитета Савеза комуниста Југославије. Прије доласка на власт, није имао имовину. Живио је код родитеља у близини аутобуске станице у Подгорици, а након тога је са супругом Лидијом био подстанар у Далматинској улици у Подгорици.
Након обарања републичке црногорске власти — што је био резултат „извоза“ Антибирократске револуције, јануара 1989. године — Ђукановић се устоличује у новој владајућој гарнитури. Уз подршку Слободана Милошевића, човјека који ће касније постати његов најљући политички противник, Ђукановић је 1991. године (са 29 година) постао најмлађи премијер у Европи. Када је ступао на дужност — без икаквог политичког искуства, осим у омладинским (комунистичким) партијским организацијама — многи су сумњали да је дорастао тој одговорној функцији. Мило Ђукановић је, међутим, једини политичар у свим земљама некадашњег источног блока који је остао на власти без иједног дана прекида од тада до данас.
| „Црногорци су поносни на српско поријекло и црногорску државност, на славну историју српског народа, зато и вјерујемо у заједничку будућност и просперитет. — Ђукановић за ТВ Политика, 29. 08. 1990.” |

Послије проведене три године на мјесту предсједника владе, Ђукановић је увидио растући јаз у његовој Демократској партији социјалиста (ДПС) око односа са Слободаном Милошевићем, и крајем 1996. и почетком 1997. оштро мијења курс и почиње да се дистанцира од београдског режима. Ђукановић је 1997. године дао интервју у којем је напао Милошевића, назвавши га човјеком са застарјелом политичком филозофијом који се окружио корумпираним помоћницима.
То је означило отворени раздор у владајућем ДПС-у, који се подијелио на двије фракције: једну предвођену Ђукановићем и другу чији је вођа био Милошевићев присталица Момир Булатовић. У јулу 1997. године, њих двојица укрстила су копља на црногорским предсједничким изборима. Ђукановић, чије су присталице контролисале страначке финансије и имовину, изабран је за предсједника тијесном већином. Момир Булатовић напушта партију и оснива Социјалистичку народну партију (СНП) која је наставила да подржава Слободана Милошевића.
Ђукановић је током свог мандата корак-по-корак преузимао политичку и економску контролу над црногорским пословима од југословенских савезних органа. Посљедњих година деведесетих пружао је уточиште вођама српске опозиције и медијима чије је издавање забрањивано у Србији, и изузев неколико првих дана издејствовао изузеће Црне Горе из дејстава НАТО пакта током агресије на СР Југославију у прољеће 1999.
Након свргавања Слободана Милошевића 2000, са новом српском Владом је потписао споразум који је три године касније довео до Уставне повеље Србије и Црне Горе. На референдуму о независности Црне Горе 2006. је подржавао опцију за независност од Србије, за коју је гласало 55,5% изашлих грађана.
ДПС је бојкотовала савезне изборе у септембру 2000. године и од тада је Ђукановић на челу политичке групације која се залагала за државно осамостаљење Црне Горе. Марта 2002. године, Ђукановић је био међу потписницима Београдског споразума о оснивању Државне заједнице Србије и Црне Горе, лабаве и углавном нефункционалне државне заједнице која је проглашена фебруара 2003. године. Њено трајање било је орочено на три године.
Дана 21. маја 2006. године, Ђукановићев Блок за независну Црну Гору побиједио је на референдуму — око 55% грађана изјаснило се за независну Црну Гору.
Залагао се за политику приступања Црне Горе НАТО пакту и Европској унији, од чега је прво испуњено 2017. Током свог предсједничког и мандата предсједника Владе је спроводио период транзиције и приватизације у Црној Гори. Неколико корупционашких скандала и афера унутар ДПС-а је довело до грађанских протеста 2019, док је контроверзни Закон о слободи вјероисповијести довео до масовних протеста и протестних литија током 2019. и 2020. На парламентарним изборима у Црној Гори 2020. је коалиција око ДПС-а први пут након скоро 30 година изгубила изборе.
Влада Дритана Абазовића изгубила је поверење скупштинске већине 20. августа 2022. Скупштинска већина тражила је од Ђукановића као председника државе да предложи политичара и дипломату Миодрага Лекића као мандатара. Мило Ђукановић је одио захтев, што је скупштинска већина сматрала за кршење устава државе. Потом је скупштинска већина изгласала измене Закона о предсједнику којим се ингеренције предлагања мандатара преузима од председника. Ђукановић је испрва одбио да потпише закон и вратио га је Скупштини на потписивање. Након поновног усвајања у Скупштини, датума 16. децембра потписао је закон али и навео да га неће спроводити јер није уставан. Измене Закона о Председнику су се 2023. нашле пред уставним судом, који их је прогласио неуставним.
У 2022. години укупна добит у шест компанија које су у власништву њега, његовог сина Блажа и брата Аца, износила је више од 27 милиона евра.

## Однос са Српском православном црквом
Ђукановић је 1997. тражио благослов патријарха Павла пред предсједничке изборе и дао му чврста обећања око своје подршке Српској православној цркви. Године 1998. по побједи на предсједничким изборима, као предсједник државе Мило Ђукановић је честитао Васкрс лидеру контроверзне неканонске ЦПЦ Мирашу Дедеићу једнако као митрополиту Српске православне цркве.
Са митрополитом Амфилохијем је на почетку политичког дјеловања био у добрим односима, да би се касније они доста погоршали. Када је Амфилохије преминуо, Ђукановић је издао саопштење у коме изјављује саучешће, и у којем између осталог наводи да ће памтити његов допринос стварању позитивне атмосфере уочи референдума на којем је наша земља обновила независност мирним и демократским путем. Није присуствовао његовој сахрани.

## Афере и тужбе за криминалне активности

### Истрага у Италији
Мило Ђукановић је често оптуживан од стране политичких такмаца за личне и политичке везе са великим шверцом дувана у Црној Гори током деведесетих година. По 240 страница дугом извјештају (из 1993) италијанске полиције која се бави порезом и царинама, Црна Гора је била дио шверцерског ланца подијељеног међу различитим криминалним породицама повезаним са сицилијанском мафијом, Камором и Сакра корон унита организованим криминалним синдикатима. Овај извјештај тврди да се због шверца дувана на овај начин у Европи сваке године губи око 700 милиона долара.
Италијанска агенција Анса је 22. јуна 2007. објавила детаље истраге тужилаштва италијанског града Бари, који оптужују Мила Ђукановића да је био на челу групе које је између 1997. и 2000. године захваљујући кријумчарењу цигарета између Црне Горе и италијанске покрајине Пуље зарадила више десетина милиона евра.
Напомена: Један дио текста преузет са сајта SET
Маја 2009. године, истрага против Мила Ђукановића под оптужбама за удружени злочиначки подухват у виду међународног мафијашког удруживања је архивиран, сходно његовом повратку у политику на мјесто премијера (стицањем дипломатског имунитета).
Након убиства познатог хрватског новинара Иве Пуканића, истрага се шири ка цијелој дуванској мафији, као и Милу Ђукановићу. Повод за ширење истраге су били прије свега бројни Пуканићеви текстови везано за пословање дуванске мафије и Мила Ђукановића као и Цанета Суботића који се наводе као највеће организатори. Ово је и потврђено свједочењем Миловог Кума Ратка Кнежевића пред Загребачким судом.
Каснијим изјавама је покушавао да скине било какву одговорност. Често је нападао Републику Србију, за покушаје да Црну Гору прогласи криминалном државом. У том контексту је омаловажавао српску борбу против међународног криминала, а Црну Гору стављао у прве редове. То је нарочито било видљиво послије акције „Балкански ратник“, коју је српска служба безбједности предводила у сарадњи са америчком ЦИА-ом.
Списак активности и број пријатеља из подземља увели су Мила и у аферу око убиства српског премијера Зорана Ђинђића, мада за то никад није било никаквих доказа.

### Афере Пандорини папири и председникова банка
Ђукановић је спомињан у Пандора папирима, масовном цурењу финансијских докумената који су објављени почетком октобра 2021. Наведено је да Ђукановић и његов син Блажо преносили новац на офшор рачуне од 2012, када су успоставили тајне уговоре о управљању имовином иза мреже компанија у више од пет земаља. Он и његов син основали су два траста. Ђукановић је признао да је основао Викторија Траст док није био на јавној функцији, да није имао пословне трансакције нити отворене банковне рачуне, а тврдио је да је крајем године власништво над својим трастом пренео на Блажа. Ђукановићев кабинет је такође саопштио да је ово цурење „део низа покушаја дискредитације Ђукановића и чланова његове породице“ и да су трастови постојали само „на папиру“. Слично овом случају, Ђукановић је раније негирао да поседује послове у другим земљама.
Премијер Здравко Кривокапић је позвао на истрагу породице Ђукановић, док је министар спољних спољних послова Ђорђе Радуловић прокоментарисао речима да је „Ђукановић злоупотребио дипломатски пасош приликом отварања приватних предузећа“.
Ђукановић је у новембру 201. помињан и у афери прања новца у којој је Резарт Тачи „интервенисао“ код Ђукановића за трансфер у „председниковој банци“.

## Приватни живот
Ђукановић је ожењен Лидијом (девојачко Куч). Има сина Блажа од којег има два унука. Старији унук зове се Мило и крштен је у цариградској патријаршији.
Октобра 2023. је пријавио своју имовину, која обухвата, између осталог, пет станова и сто хиљада квадрата земље.
Висок је 198 cm, што га чини једним од највиших актуелних предсједника у Европи, али не и највишим политичарем у Црној Гори, пошто су Филип Вујановић са 200 cm, и Ранко Кривокапић са 202 cm виши од њега.
Једно вријеме је живио у истој згради са Момиром Булатовићем. Булатовић је у интервјуу за Балкан инфо изјавио да су се јављали један другом када се сретну.